# فيت مين
فيت مين (بالفيتنامية: Việt Minh، اختصاراً لعبارة "Việt Nam Ðộc Lập Ðồng Minh Hội"، "اتحاد استقلال فيتنام" أو "رابطة تحرير فيتنام") كان ائتلافًا وطنيًا للاستقلال تشكّل بواسطة هو شي منه في مايو 1941 للسعي لاستقلال فيتنام من الاحتلال الفرنسي، بالإضافة إلى معارضة الاحتلال الياباني.
تم تشكيل الفيت مين بواسطة الحزب الشيوعي الهندوصيني كإئتلاف موحد من كل الشيوعية والقومية التي عارضت الفرنسيين واليابانين أثناء الحرب العالمية الثانية. بدأت الفيت مين المقاومة الفيتنامية للحكم الفرنسي في الحرب الهندوصينية الفرنسية (1946 - 1954). سيطر على المنظمة الشيوعيون، وفي عام 1951 انضمت عناصرها الشيوعية إلى الحزب الشيوعي لفيتنام الشمالية.
في البداية قدم الحزب الشيوعي الهندوصيني، المنظمة على أنها شاملة للجماعات السياسية، مع ميثاق تأسيسي أكثر قومية من الشيوعية. وحثت "الجنود والعمال والفلاحين والمثقفين وموظفي الخدمة المدنية والتجار والشباب والشابات" على الإطاحة بـ "الثعلب الفرنسي" و"الفاشيين اليابانيين"، وكان أول رئيس للمجموعة شخصًا غير شيوعي. بشكل عام، أثبتت الجبهة نفسها باعتبارها المجموعة المقاومة المُنظمة الوحيدة المناهضة لفرنسا واليابان.
تشكلت الجبهة في البداية سعيًا لاستقلال فيتنام عن الإمبراطورية الفرنسية. وقد دعمت الولايات المتحدة فرنسا. عندما بدأ الاحتلال الياباني، عارضت الجبهة اليابان بدعم من الولايات المتحدة وجمهورية الصين القومية. وبعد الحرب العالمية الثانية، عارضت إعادة احتلال فيتنام من قبل فرنسا، مما أدى إلى حرب الهند الصينية الأولي، وعارضت لاحقًا وجود فيتنام الجنوبية بإعتبارها دولة دُمية للغرب والولايات المتحدة في حرب فيتنام. كان الزعيم السياسي ومؤسس جبهة التحرير هو هو تش منه. وكانت القيادة العسكرية تحت قيادة الجنرال واسع السيط، جياب. المؤسسون الآخرون هم لي دوان (سياسي) وPhạm Văn Đồng.

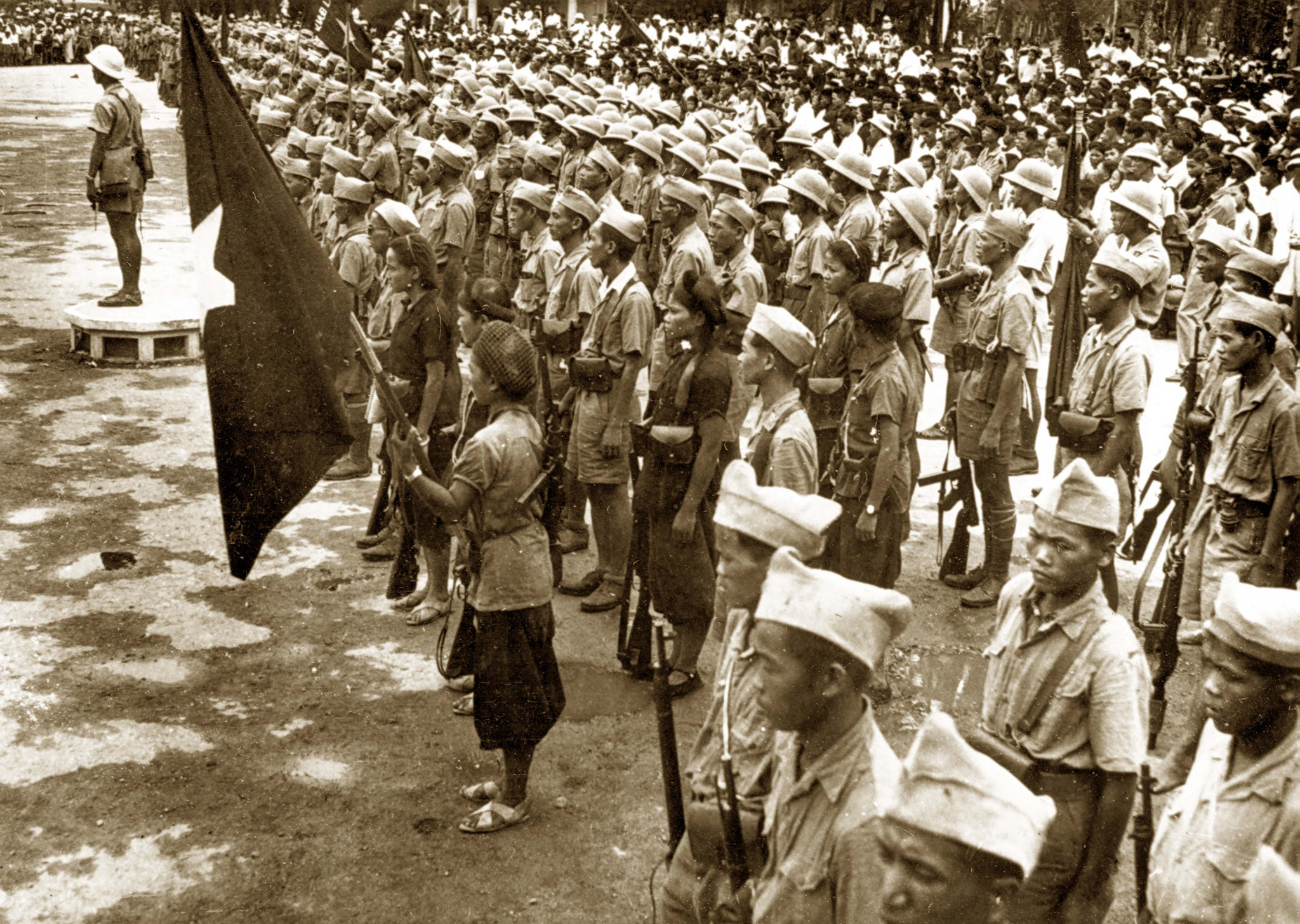
قوات رابطة تحرير فيتنام في 2 سبتمبر 1945